# Chapel Royal

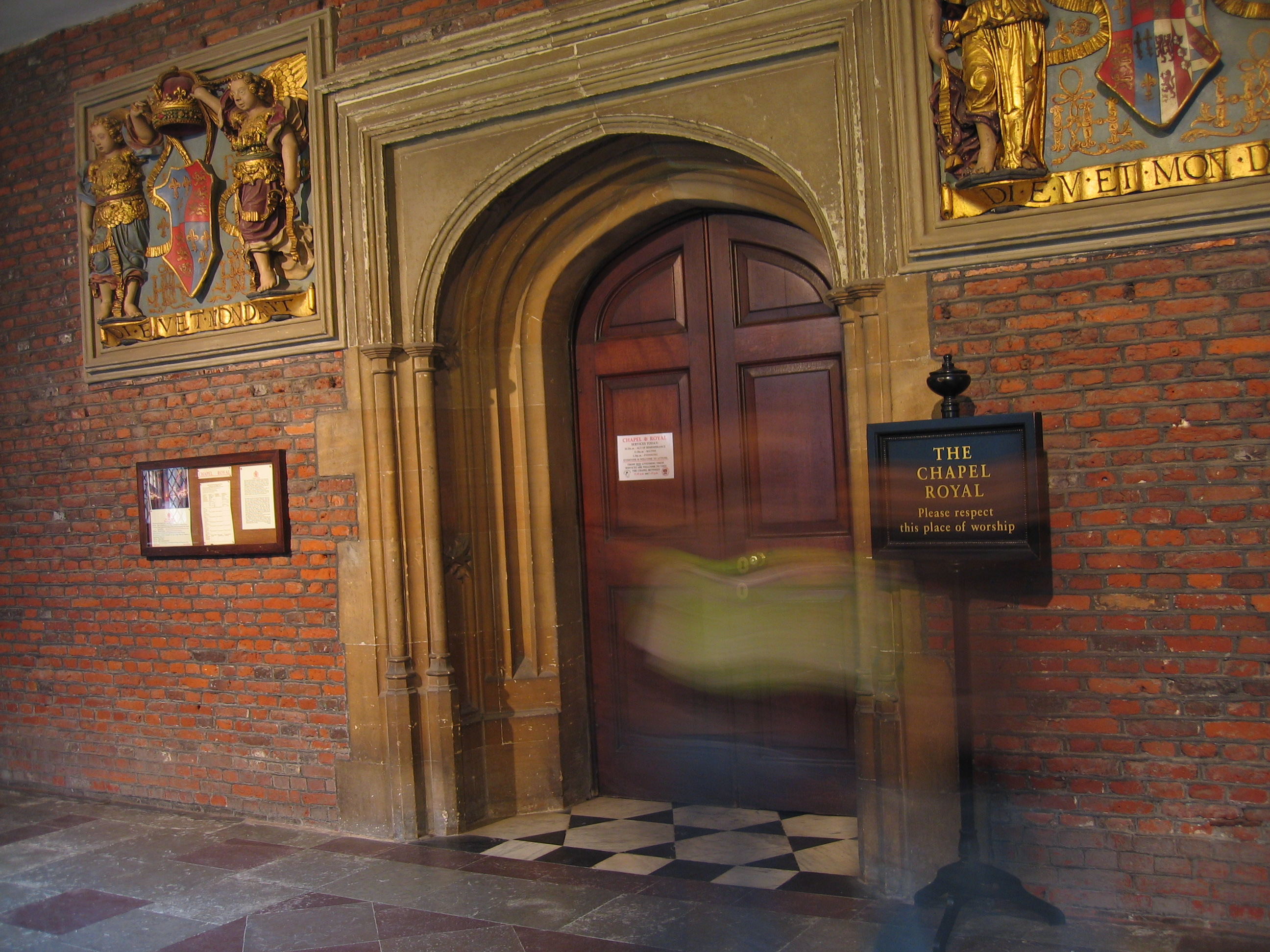
Ingången till Chapel Royal i Hampton Court Palace i London.

Chapel Royal är en del av den brittiska monarkens "Ecclesiastical Household" (ungefär 'kyrkliga hushåll') med den formella benämningen "the royal Free Chapel of the Household". Det är uppdelat i två delar, en för Skotska kyrkan och en för Engelska kyrkan. Inom Chapel Royal finns anställda präster, sångare och tjänstemän vars uppgift är att sörja för monarkens andliga behov.